# カタオモイ。
「カタオモイ。」は、ハジ→が 2018年10月3日にEMI Recordsから発売した11枚目のシングル。

## 概要
- 前作『恋ノ夢。feat. erica』から約1年1ヶ月ぶりのシングル。
- 初回限定盤には2018年2月から同年4月まで行われたワンマンツアー「I SING YOUR SONG☆♪。TOUR→♪♪。2018 〜Welcome to my home party!!!〜」のバックステージメイキング映像を収録したDVDが付属される。

## 収録曲

### CD
1. カタオモイ。
  - 作詞：ハジ→ 作曲：ハジ→

歌ネットとのコラボ企画から生まれた楽曲。
2. 僕らの生きる勇気。feat. MAYA
  - 作詞：ハジ→ 作曲：ハジ→

SHOWROOMで実施された「ハジ→完全プロデュース!オーディション」でグランプリに輝いたMAYAとのコラボ曲。
3. 道。 (STARGUiTAR REMIX)
  - 作詞・作曲：ハジ→

9thシングル「道。」収録曲のリミックス。
4. カタオモイ。(Instrumental)

### DVD
1. I SING YOUR SONG☆♪。TOUR→♪♪。2018 〜Welcome to my home party!!!〜 バックステージメイキングムービ→☆。